# Destini in fiamme
Destini in fiamme (Le Bazar de la Charité) è una miniserie televisiva francese in otto puntate del 2019 ideata e scritta da Catherine Ramberg e Karin Spreuzkouski, e diretta da Alexandre Laurent.

## Trama
La miniserie inizia rappresentando l'incendio avvenuto durante l'evento di beneficenza Bazar de la Charité a Parigi il 4 maggio 1897, nel quale morirono 126 persone, di cui ben 118 donne.
Adrienne de Lenverpré, una donna dell'alta borghesia che cerca di sfuggire al suo matrimonio con il violento marito, Marc-Antoine de Lenverpré, candidato alla presidenza del Senato, ha in programma di visitare il Bazar. Mentre la nipote di Adrienne, Alice de Jeansin, si trova alla fiera di beneficenza in compagnia della sua stretta confidente e serva, Rose Rivière, scoppia un incendio. Adrienne, uscita in anticipo per incontrare il suo amante, si rende conto con orrore che anche lei sarebbe potuta rimanere vittima dell'incendio. Da lì, la trama ruota attorno all'impatto e alle conseguenze che quel terribile evento ha sulla vita delle tre donne.

## Produzione

### Genesi
Dalla progettazione all'effettiva produzione sono passati quattro anni. Nel marzo 2019, il canale televisivo TF1 e la piattaforma streaming Netflix hanno siglato un accordo in qualità di co-produttori con la casa di produzione americana Quad Télévision, che distribuirà la miniserie in 190 paesi. Il budget speso per la realizzazione della miniserie è stato di 17 milioni di euro.

### Concetto
Se il punto di partenza è una cronologia delle notizie sull'incendio del Bazar de la Charité a Parigi nel 1897, la storia si concentra principalmente sulla condizione femminile alla fine del XIX secolo (con una risonanza con l'epoca attuale) seguendo i destini di tre donne: la borghese Adrienne, sotto il giogo di un marito che non ama; sua nipote Alice, costretta a sposare un uomo per salvare economicamente la sua famiglia; e infine la domestica di quest'ultima, Rose, che si trasferirà a New York con suo marito.
Per rafforzare il legame con la contemporaneità è stato utilizzato un linguaggio moderno, nonostante gli attori recitino in costumi d'epoca. Audrey Fleurot (interprete di Adrienne), già apparsa nella serie storica Un village français, si è detta sorpresa da questa scelta, ma l'ha comunque giudicata «coerente».

### Riprese
Le riprese sono state effettuate dal 14 novembre 2018 a 19 aprile 2019 nell’Île-de-France.
L'interno del Bazar de la Charité è stato ricostruito negli studi di Bry-sur-Marne per realizzare vere e proprie fiamme alte sette metri, aggiungendo cartongesso per resistere al calore. Lo scenografo Hervé Gallet ha affermato: «Sul set gli attori erano accaldati, stavano davvero provando quelle sensazioni. Non avevo mai costruito un set con l'obiettivo di farlo resistere alle fiamme così a lungo». La sicurezza dell'intera troupe è stata assicurata dalla presenza dei vigili del fuoco, oltre al fatto che due ventole consentivano la rimozione del fumo dallo studio tra una ripresa e l'altra, senza mai superare 33 secondi. Le scene di fuoco realistiche e spettacolari sono state curate con effetti speciali in post-produzione presso lo studio Les Versaillais da Yves Dimenjoud.

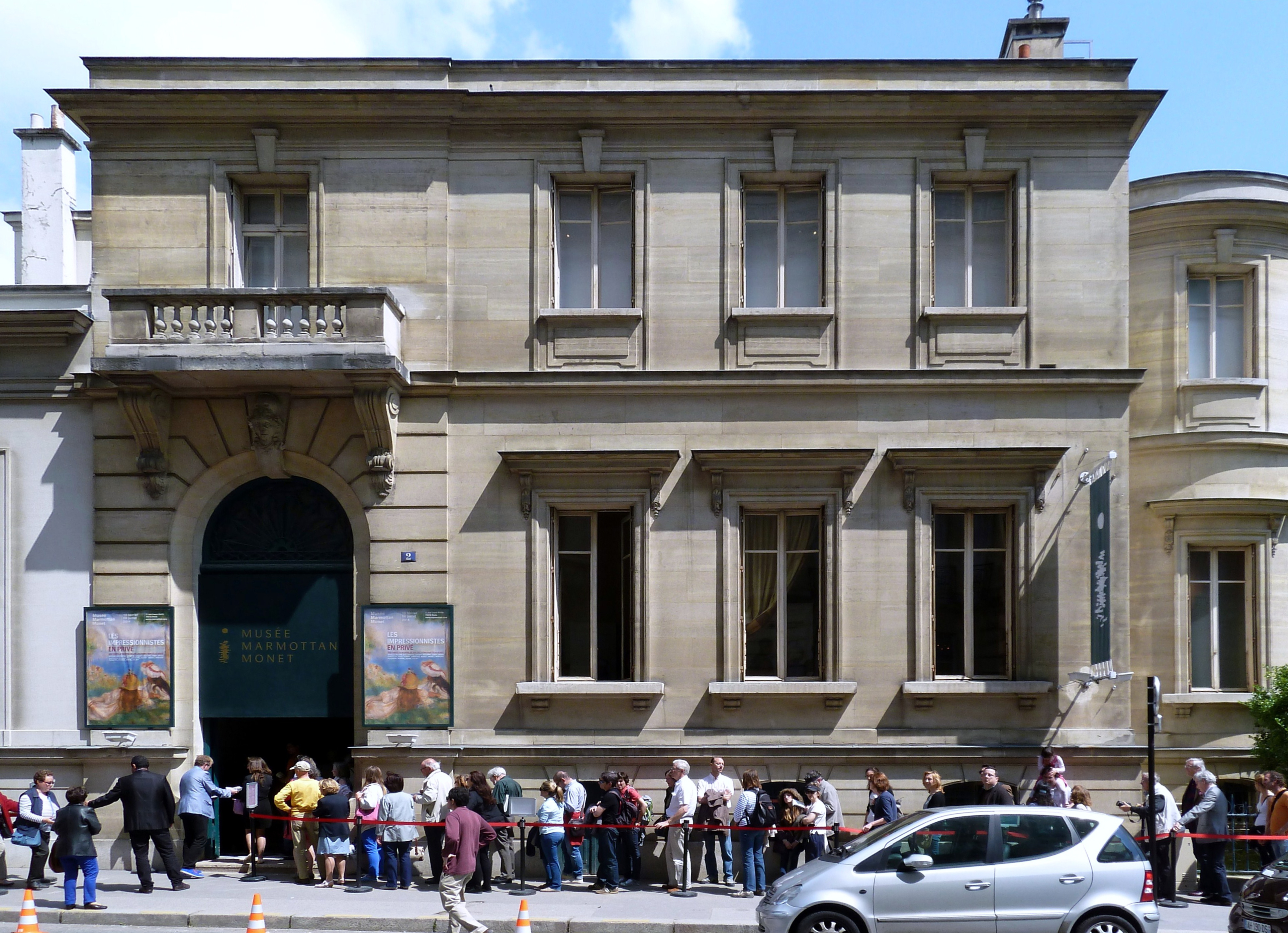
La facciata del museo Marmottan Monet è servita come esterno per il Bazar de la Charité

Per quanto riguarda l'esterno, come ad esempio la Rue Jean-Goujon nell'VIII arrondissement dove sorgeva il bazar (riguardo cui il regista Alexandre Laurent ha dichiarato che «è complicato per il blocco [del traffico], ci sono un sacco di strade in cui si vedono le vetture passare, e gli edifici sono troppo moderni»), è stata usata la facciata del Musée Marmottan Monet in Rue Louis-Billy, nel XVI arrondissement, ripresa per una settimana. La parte più difficile è stata camuffare l'arredo urbano così come la segnaletica orizzontale, che è stata ricoperta da «una specie di sabbia nera». Per una settimana la troupe ha invaso questa strada per girare la scena più attesa e impressionante della stagione. Due piani di un edificio vicino erano dedicati all'abbigliamento e ai costumi, il terzo era riservato al trucco e all'acconciatura. La preparazione di una comparsa (erano 3 000 in totale) ha richiesto un minuzioso lavoro durato mediamente dai 30 ai 45 minuti.
La troupe ha girato in un hotel a Évecquemont negli Yvelines per ambientare il maniero di Jeansin, così come al Château de Voisins a Saint-Hilarion per le scene interne e al Parc Monceau in Avenue Vélasquez per le riprese esterne della casa della famiglia Lenverpré, e dello Château du Saussay a Ballancourt-sur-Essonne per madame Huchon.

## Colonna sonora
La colonna sonora è composta da François Liétout, e comprende 18 tracce per un totale di 48:33.
1. Calèches – 1:18
2. Paris – 1:46
3. Thème d'amour – 2:44
4. Adrienne de Lanverpré – 4:35
5. Les hommes – 3:56
6. L'article – 2:19
7. Victor – 2:26
8. Feu – 5:04
9. Retrouvailles – 5:27
10. Le sauvetage – 1:57
11. Souvenir de l'incendie – 1:41
12. L'appartement vide – 4:11
13. Jean – 2:00
14. Grotte – 2:13
15. Sentence – 1:03
16. Morphine – 2:40
17. Torches humaines – 1:14
18. Crédits – 1:50

## Accoglienza
Amandine Bourgoin di Paris Match descrive la miniserie come «un minuzioso affresco storico che ha avuto particolare cura nelle sue ricostruzioni e che vizia lo spettatore con magnifiche scenografie e costumi. La produzione è raffinata e culmina nella famosa scena dell'incendio del primo episodio. I lunghi minuti di paura e angoscia vissuti dai personaggi intrappolati sono molto realistici». Martine Delahaye di Le Monde asserisce che la serie «può solo incantare gli appassionati di storie drammatiche in costume; alcuni anacronismi o facilitazioni non ci impediscono in alcun modo di assaporare la tensione, il ritmo - dopo il primo episodio, la qualità della scrittura e dell'interpretazione di questa serie». Constance Jamet di Le Figaro lo definisce «un dramma femminista che sfida i canoni romanzeschi e rivela il talento di Camille Lou».
D'altra parte, Aude Dassonville di Télérama rileva che «il primo episodio lascia un po' dubbiosi: era necessario, a questo punto, fare a meno delle ellissi e far durare il presagio sinistro con tanto compiacimento? Mentre è impegnato a legare i fili di ciò che avverrà, il secondo episodio, tuttavia, lascia intravedere un po' di suspense e misteri che senza dubbio ci divertiremo a svelare... se il pathos non supererà l'efficacia narrativa».

## Riconoscimenti
- 2019 – Lauriers de l'Audiovisuel[12]
  - Miglior serie televisiva
- 2020 – Globes de Cristal Awards[13]
  - Candidatura per la miglior serie o miniserie televisiva a Catherine Ramberg e Karin Spreuzkouski
  - Candidatura per la miglior attrice in una serie o miniserie televisiva ad Audrey Fleurot

## Remake
- In Turchia è stato prodotto il primo remake dal titolo Alev Alev, in cui la storia viene trasportata in epoca contemporanea. La serie è composta da 28 episodi ed è andata in onda su Star TV dal 5 novembre 2020 al 27 maggio 2021.
- In Italia è stato prodotto il secondo remake dal titolo Più forti del destino, in cui la storia viene trasportata nella Sicilia di fine '800. La serie è composta da 8 episodi ed è andata in onda su Canale 5 dal 9 al 18 marzo 2022.